# (2159) Kukkamäki
(2159) Kukkamäki – planetoida z pasa głównego asteroid okrążająca Słońce w ciągu 3 lat i 333 dni w średniej odległości 2,48 au. Została odkryta 16 października 1941 roku w Obserwatorium Iso-Heikkilä w Turku przez Liisi Otermę. Nazwa planetoidy pochodzi od Tauno Johannesa Kukkamäkiego (1909-1997), fińskiego geodety. Przed nadaniem nazwy planetoida nosiła oznaczenie tymczasowe (2159) 1941 UX.